# Heliaeschna filostyla
Heliaeschna filostyla är en trollsländeart som beskrevs av Martin 1907. Heliaeschna filostyla ingår i släktet Heliaeschna och familjen mosaiktrollsländor. Inga underarter finns listade i Catalogue of Life.